# MathWorld
MathWorld este o lucrare de referință online din domeniul matematicii, creată și redactată în majoritate de Eric W. Weisstein. Este sponsorizată și licențiată de Wolfram Research.

## Legături extere
- Site web oficial